# Triacetelus sericatus
Triacetelus sericatus là một loài bọ cánh cứng trong họ Cerambycidae.